# Neratovské louky
Neratovské louky je název přírodní rezervace v katastrálním území Neratov v Orlických horách, části obce Bartošovice v Orlických horách v okrese Rychnov nad Kněžnou v Královéhradeckém kraji. Chráněné území spravuje AOPK ČR – regionální pracoviště Východní Čechy.

## Poloha
Rezervace se nachází v Orlických horách na území stejnojmenné chráněné krajinné oblasti převážně v nadmořské výšce necelých 600 metrů. Území je zároveň součástí evropsky významné lokality Zaorlicko. Přírodní rezervace se skládá ze dvou oddělených částí. Na západní straně je chráněné území ohraničeno silnicí č. 311, která vede z Lanškrouna přes Jablonné nad Orlicí, Těchonín, Mladkov a Bartošovice až na Šerlich, na východě pak tokem Divoké Orlice, který je v těchto místech totožný s česko-polskou státní hranicí.

## Předmět ochrany
Důvodem ochrany jsou podmáčené louky s významnou květenou : oměj pestrý (Aconitum variegatum), prstnatec listenatý (Dactylorhiza fuchsii), kamzičník rakouský (Doronicum austriacum) a zvířenou : čáp černý (Ciconia nigra), jestřáb lesní (Astur gentilis), čolek horský (Ichthyosaura alpestris), čolek obecný (Lissotriton vulgaris), ropucha obecná (Bufo bufo), skokan hnědý (Rana temporaria), skokan ostronosý (Rana arvalis), zmije obecná (Vipera berus), užovka obojková (Natrix natrix), v toku Divoké Orlice se vyskytuje vranka obecná (Cottus gobio) a střevle potoční (Phoxinus phoxinus).